# Aizoon giessii
Aizoon giessii là một loài thực vật có hoa trong họ Phiên hạnh. Loài này được Friedrich mô tả khoa học đầu tiên năm 1960.